# Euphyia gustosa
Euphyia gustosa är en fjärilsart som beskrevs av Paul Dognin 1893. Euphyia gustosa ingår i släktet Euphyia och familjen mätare. Inga underarter finns listade i Catalogue of Life.